# Ptyas semicarinata
Ptyas semicarinata (jap. リュウキュウアオヘビ Ryūkyū-Aohebi) ist eine Natternart der Gattung Ptyas.

## Merkmale und Lebensweise
Ptyas semicarinata ist nicht giftig. Adulte Schlangen haben eine durchschnittliche Gesamtlänge von 75 cm und werden maximal etwa 1,2 m lang. Die dorsal grüne Beschuppung ist leicht gekielt und die Kopfform ist schmal. Die Pupillen sind rundlich.
Die Natternart ist ovipar (eierlegend). Die Weibchen legen im Juli Gelege von 3 bis 11 Eiern und die Jungtiere schlüpfen im September. Die Nattern sind tagaktiv, terrestrisch und teilweise baumbewohnend. Sie ernähren sich hauptsächlich von Regenwürmern.

## Verbreitungsgebiet und Gefährdung
Ptyas semicarinata ist auf den japanischen Ryūkyū-Inseln endemisch. Dort kommt sie auf den Amami-Inseln, Okinawa-Inseln, Takarajima und Kodakarajima vor. Ihren natürlichen Lebensraum stellen bergige, immergrüne Wälder und Buschwerk entlang von Flüssen dar, aber sie kommt auch in Sekundärwäldern, Obstplantagen und Vegetation in der Nähe von Dörfern vor.
Zu den Bedrohungen der Art zählt die Abholzung ihrer natürlichen Lebensräume sowie der Raubdruck durch auf den Inseln eingeführte Mungos. Die Art wird jedoch als robust gegenüber Veränderungen eingeschätzt, solange die Vegetation erhalten bleibt. Die IUCN stuft sie daher als nicht gefährdet (least concern) ein.

## Systematik
Die Art wurde 1861 von dem US-amerikanischen Herpetologen Edward Hallowell unter dem Taxon Eurypholis semicarinatus erstbeschrieben. In die Gattung Ptyas wurde die Art 2016 eingeordnet. Es werden keine Unterarten unterschieden.
In der Literatur verwendete Synonyme sind:
- Eurypholis semicarinatus Hallowell 1861
- Cyclophis nebulosus Günther 1868
- Ablabes semicarinatus Boulenger 1894
- Liopeltis semicarinata Stejneger 1907
- Adiastema cervinum Werner 1925
- Liopeltis semicarinatus fritzei Maki 1931
- Opheodrys semicarinatus Koba 1958
- Entechinus semicarinatus Cundall 1981
- Liopeltis semicarinatus Welch 1988
- Entechinus semicarinatus Welch 1988
- Cyclophiops semicarinatus Wallach 2014
- Ptyas semicarinatus Fugueroa 2016

Eine weitere in Japan endemische Art der Gattung ist Ptyas herminae, die weiter südlich auf den Yaeyama-Inseln verbreitet ist.